# Hermann von Greiffenegg
Hermann Joseph Edmund Nepomuk Tröndlin von Greiffenegg (* 18. Februar 1737 in Altdorf, heute Stadtteil von Weingarten; † 25. Dezember 1807 in Freiburg im Breisgau) war der letzte Regierungspräsident des Hauses Habsburg im vorderösterreichischen Freiburg.

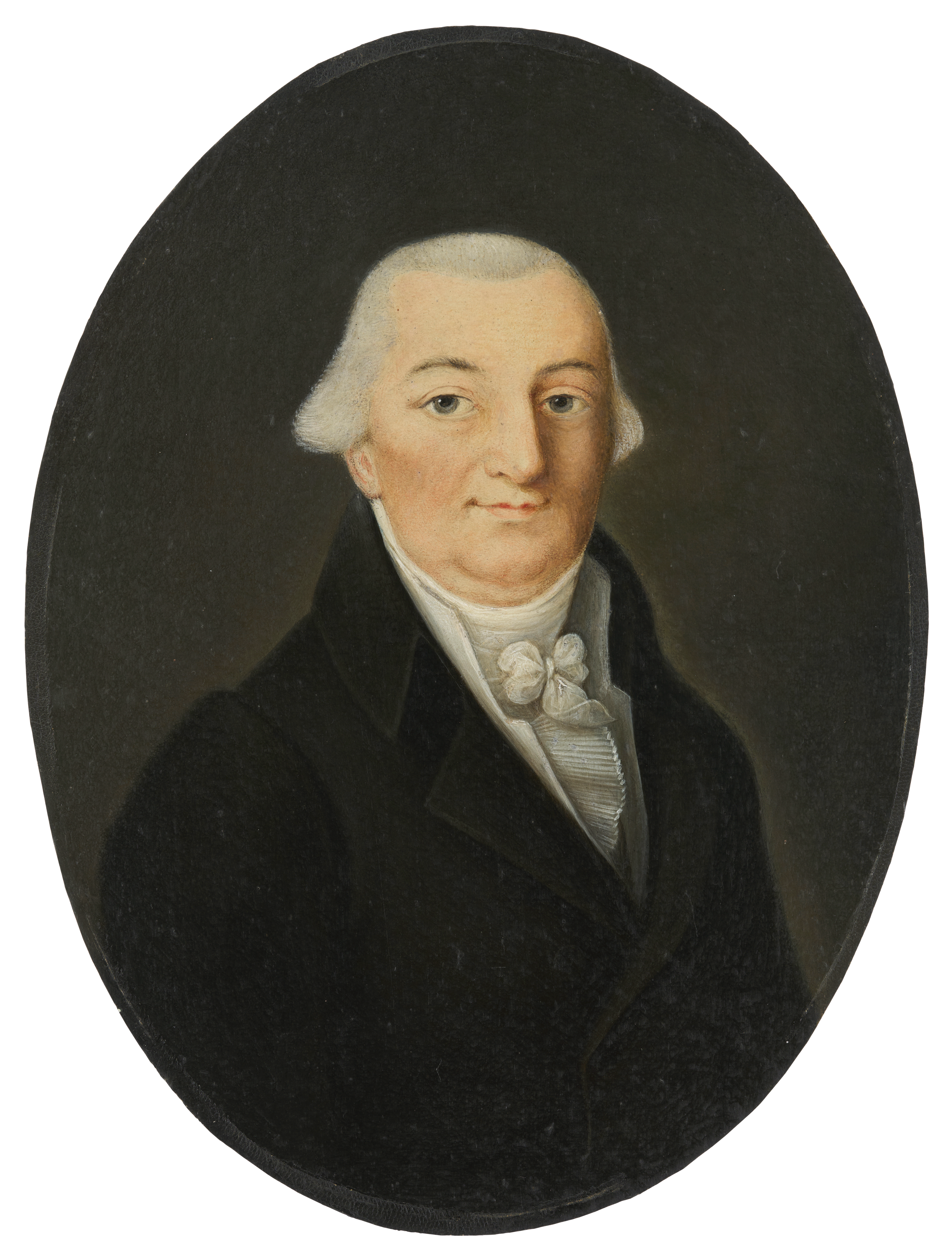
Hermann von Greiffenegg, Harzmalerei auf Zinnblech (Augustinermuseum Freiburg)

## Leben

### Herkunft und Familie
Die Tröndlins stammen aus Waldshut am Hochrhein, wo sie über Generationen als Salzkontrahenten (Händler) und als Amtsleute tätig waren. Im Jahre 1707 wurde Hermann Joseph Edmund Nepomuk Tröndlins Großvater Johann Adam Tröndlin von Greiffenegg (1653–1718) wegen seiner Verdienste um den Verkauf des Hall-Inntalischen Salzes in den Adelsstand erhoben. Von da an trägt die Familie den Titel von Greiffenegg. 1683 stiftete er die Gottesackerkapelle in Waldshut.
Als der Salzhandel in der Region wegen verstärkter Konkurrenz aus Lothringen an Einträglichkeit verlor, nahm Hermanns Vater Joseph Xaver Conrad Tröndlin von Greiffenegg (1705–1765) nach seinem Jurastudium in Freiburg den Posten eines österreichischen Rats in der Landvogtei Schwaben an. In deren Hauptort Altdorf wurde am 18. Februar 1737 Joseph Xavers drittes und letztes Kind auf die Namen Hermann Joseph Edmund Nepomuk getauft.
Heirat mit Anna Maria von Safran († 1776) am 7. August 1766 in Grafendorf. Kinder: Henrica Teresa Anna Tröndlin von Greiffenegg *  7. Mai 1767 bis 1792, Maria Juliana Constantia * 17. Februar 1770 sowie Hermann Xaver Gottlob von Greiffenegg Wolffurt * 17. April 1775 in Freiburg, † 19. Januar 1847 Freiburg.

### Reformen an der Universität Freiburg
In der Tradition seines Vaters studierte Hermann von Greiffenegg – er unterschlug später den bürgerlichen Namen Tröndlin – Rechtswissenschaften an der Albertina und trat im Jahre 1759 in österreichische Dienste. Kaiser Josef II. bestellte den erst 30-Jährigen zum landesherrlichen Kommissar und betraute ihn mit der delikaten Aufgabe, die schon von Maria Theresia 1752 beschlossenen Reformen an der Universität Freiburg nun endlich durchzuführen. Diese setzte von Greiffenegg 1768 gegen den erbitterten Widerstand der Freiburger Professorenschaft mit aller Härte durch, um, wie er sagte, die Albertina in größeren Flor zu bringen. Die obstinaten Professoren belehrte er: Es ist eine andere Zeit, man hat jetzt andere, meine Bräuche. Rektor und Universitätssenat, denen vermessene Widersetzlichkeit vorgeworfen wurde, mussten eine Geldstrafe von 400 Dukaten entrichten, bevor Greiffenegg sie suspendierte. Anschließend bestellte er einen neuen ihm genehmen Senat. Um die Nachhaltigkeit der Reformen sicherzustellen, setzte der Wiener Hof den Fakultäten staatliche Direktoren vor. Bis zum Jahre 1790 wirkte von Greiffenegg als Direktor verschiedener Fakultäten und übte schließlich als Präses des Spruchkollegiums der juristischen Fakultät auch universitätsrichterliche Funktionen aus. Mit diesen und weiteren Aufgaben, welche die österreichische Regierung ihm auftrug und die er in seiner ihm eigenen herrischen und despotischen Manier durchführte, machte er sich in Freiburg keine Freunde.

### Widerstand gegen die französische Besetzung
Das änderte sich, als im Ersten Koalitionskrieg gegen die Franzosen die Revolutionsarmee 1796 Freiburg einnahm und von Greiffenegg sich dem drohenden Anschluss des Breisgau an Frankreich energisch widersetzte. Er wurde verhaftet und nach Lothringen in die Festung Phalsbourg verbracht, seine Habe wurde geplündert. Nach seiner Freisetzung 1797 verlieh Freiburg ihm und seinen Kindern in Dankbarkeit für seine Aufopferung das Freiburger Bürgerrecht, ja er wurde ein Jahr später sogar zum Ehrenbürger der Stadt ernannt.

### Regierungspräsident unter Ferdinand von Österreich-Este
Als Folge seiner Siege gegen Österreich in Oberitalien schuf Napoleon in einem ersten Anlauf zur Neuordnung Europas die Cisalpinische Republik. Dadurch ging Herzog Ercole III. von Modena seiner italienischen Besitzungen verlustig und wurde zum Landesherrn des Breisgaus bestimmt. Doch der Herzog war mit dem Gebietstausch unzufrieden. Erst als ihm nach der erneuten Niederlage Österreichs im Zweiten Koalitionskrieg im Frieden von Lunéville 1802 zusätzlich die Ortenau zugesprochen wurde, setzte Ercole III. seinen Schwiegersohn Ferdinand von Österreich-Este zum Administrator des neuen Territoriums (Herzogtum Modena-Breisgau) ein, und dieser bestellte von Greiffenegg zu seinem Regierungspräsidenten.  Der erhielt 1803 Vollmacht zur wirklichen Besitznehmung, Übernahme und zur ersten Leitung der Geschäfte gemäß dem Lunéviller Friedensvertrag. So musste der inzwischen 65-Jährige wiederum die Politik seiner neuen und ab 1803 seiner alten Herrschaft – nach dem Tode Ercoles III. fällt der Breisgau wieder an das Haus Habsburg – durchsetzen. Diesmal galt es gegen die durch die Französische Revolution ausgelösten liberalen Strömungen in der Bevölkerung standzuhalten. Der bekannte Freiburger liberale Rechtswissenschaftler Karl von Rotteck sagte damals über von Greiffenegg: 

„Stets muss alles nach dem Willen Greiffeneggs gehen. Er ist der alleinige Regent und die meisten Beamten sind und heißen auswärts nur Kratzfüßler“

.

### Großherzogtum Baden
Die erneute Niederlage Österreichs 1805 im Dritten Koalitionskrieg besiegelte das endgültige Schicksal der Region. Von Greiffenegg musste erleben, wie am 2. Dezember der Kaiser der Franzosen Napoleon I. den Habsburger Franz II., in der Schlacht bei Austerlitz vernichtend schlug. Das Ergebnis dieser dritten österreichischen Niederlage in Folge gegen Frankreich ließ nicht lange auf sich warten. Franz II. musste für das Gesamthaus Habsburg auf Breisgau und Ortenau verzichten. Schon am 20. Dezember 1805 verfügte Napoleon noch in Wien den Übergang des Breisgau an das Großherzogtum Baden.  Er verheiratete aus strategischen Gründen seine Adoptivtochter Stéphanie de Beauharnais mit dem Erbprinzen Karl Ludwig von Baden und Stephanie erhielt den Breisgau als Mitgift. Immerhin blieb es Hermann von Greiffenegg erspart, im folgenden Jahr die Übergabe der Region an das zum Großherzogtum erhobene Baden persönlich vorzunehmen. Das erledigte der Kommandant der französischen Truppen in Freiburg, General Jean Nicolas de Monard.

### Rücktritt und Tod

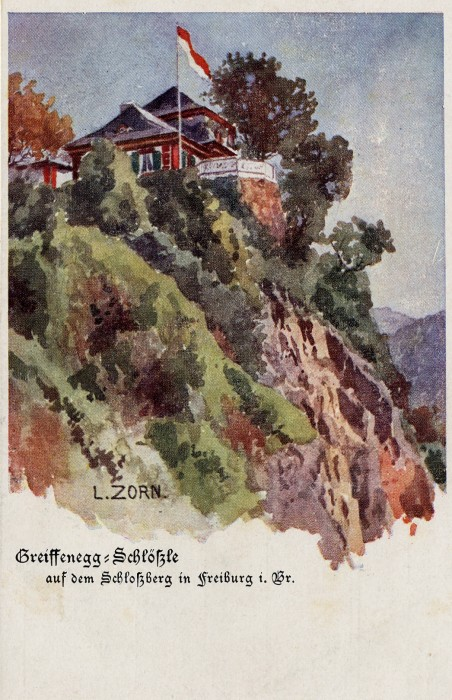
Das Greiffenegg-Schlössle auf dem Schlossberg in Freiburg

Als man von Greiffenegg anbot, in badische Dienste einzutreten, lehnte er dies kategorisch ab. Stattdessen zog er sich nach 45 Jahren treuer Dienste für das Haus Österreich und inzwischen 68-jährig auf seinen Altersruhesitz zurück. In diesem 1805 auf den Trümmern der Vaubanschen Festungsanlage auf einem Vorsprung des Freiburger Schlossbergs gebauten Schlössle, das er „Quieti Sacrum“ Heiligtum der Ruhe nennt, suchte von Greiffenegg endlich Zurückgezogenheit. Doch war, wie sein Sohn Hermann Gottlob von Greiffenegg bemerkte, der Anfall der Region an Baden für Hermann von Greiffenegg ein „Nagel zu seinem Sarg“. Dieser schloss sich am Weihnachtstag des Jahres 1807 über dem letzten österreichischen Regierungspräsidenten des Breisgau.